# Kék-Kálló-völgye
Kék-Kálló-völgye este o arie protejată (arie specială de conservare — SAC, sit de importanță comunitară — SCI) din Ungaria întinsă pe o suprafață de 1.504,03 ha, integral pe uscat.

## Localizare
Centrul sitului Kék-Kálló-völgye este situat la coordonatele 47°27′03″N 21°56′54″E / 47.450833°N 21.948333°E.

## Înființare
Situl Kék-Kálló-völgye a fost declarat sit de importanță comunitară în mai 2004 pentru a proteja 4 specii de plante și 16 specii de animale. Situl a fost protejat și ca arie specială de conservare în februarie 2010.

## Biodiversitate
Situată în ecoregiunea panonică, aria protejată conține 6 habitate naturale: Fânețe de joasă altitudine (Alopecurus pratensis, Sanguisorba officinalis), Păduri stepice euro-siberiene cu Quercus spp., Stepe panonice nisipoase, Mlaștini alcaline, Păduri aluvionare cu Alnus glutinosa și Fraxinus excelsior (Alno-Padion, Alnion incanae, Salicion albae), Pajiști cu Molinia pe soluri calcaroase, turboase sau argilos-nămoloase (Molinion caeruleae).
La baza desemnării sitului se află mai multe specii protejate:
- plante (4): Cirsium brachycephalum, Iris aphylla subsp. hungarica, Iris humilis subsp. arenaria, Pulsatilla pratensis subsp. hungarica
- amfibieni (2): buhai de baltă cu burta roșie (Bombina bombina), triton cu creastă dobrogean (Triturus dobrogicus)
- mamifere (1): popândău (Spermophilus citellus)
- nevertebrate (9): Arytrura musculus, Carabus hungaricus, croitorul mare al stejarului (Cerambyx cerdo), Cucujus cinnaberinus, rădașcă (Lucanus cervus), fluturele purpuriu (Lycaena dispar), Maculinea teleius, Vertigo angustior, Vertigo moulinsiana
- pești (3): zvârluga (Cobitis taenia), țipar (Misgurnus fossilis), boarță (Rhodeus sericeus amarus)
- reptile (1): țestoasa de baltă (Emys orbicularis)

Pe lângă speciile protejate, pe teritoriul sitului au mai fost identificate 21 de specii de plante, 5 specii de amfibieni, 4 specii de mamifere, 4 specii de reptile.